# Impasse Boursault
Impasse Boursault är en återvändsgata i Quartier des Batignolles i Paris sjuttonde arrondissement. Gatan är uppkallad efter den franske skådespelaren, teaterdirektören och revolutionären Jean-François Boursault-Malherbe (1750–1842). Impasse Boursault börjar vid Rue Boursault 7.

## Omgivningar
- Sainte-Marie des Batignolles
- Saint-Michel des Batignolles
- Rue Léon-Droux
- Square Monceau

## Bilder
| - Sainte-Marie des Batignolles. - Saint-Michel des Batignolles. |

## Kommunikationer
- Tunnelbana – linje  – Rome
- Busshållplats Rome – Batignolles – Paris bussnät

### Webbkällor
- ”Impasse Boursault”. Mairie de Paris. https://web.archive.org/web/20160303204038/http://www.v2asp.paris.fr/commun/v2asp/v2/nomenclature_voies/Voieactu/1220.nom.htm. Läst 5 januari 2024.
- ”Impasse Boursault (17ème arrondissement)”. Les rues de Paris. https://web.archive.org/web/20160409123741/http://www.parisrues.com/rues17/paris-17-impasse-boursault.html. Läst 5 januari 2024.